# Cosmopepla uhleri
Cosmopepla uhleri är en insektsart som beskrevs av F. Jules Montandon 1893. Cosmopepla uhleri ingår i släktet Cosmopepla och familjen bärfisar. Inga underarter finns listade i Catalogue of Life.